# Фёдоров, Александр Митрофанович

На даче в Одессе (1918)

Александр Митрофанович Фёдоров (6 [18] июля 1868, Саратов, Российская империя — 22 апреля 1949, София, Болгария) — русский поэт и прозаик, переводчик, драматург.

## Биография
Родился 6 (18) июля 1868 года в Саратове, в семье сапожника, бывшего крепостного. В 11 лет остался сиротой, учился в Саратовском реальном училище, из которого был исключён из-за конфликта с директором за два месяца до выпускных экзаменов. Пытаясь застрелиться, тяжело ранил себя.
Ради заработка стал писать куплеты для актёров саратовского театра, а затем два года и сам играл на сцене. В 1888 году женился на актрисе. В 1890 году, во время гастролей в Уфе, они вместе бросили труппу и остались там жить. В 1896 году переехали в Одессу.
С 1888 года занимался исключительно литературной деятельностью, помещая стихи в периодических изданиях. Выпустил три книги «Стихотворений» (1894, 1898, 1903), сборник «Сонеты» (1907), отмеченный влиянием Бунина, который положительно отзывался о стихах Фёдорова.
Был также плодовитым прозаиком: романы «Степь сказалась» (1898. — Живописное обозрение) — о расхищении башкирских земель, «Наследство» (1899), «Земля» (1903, — Русское богатство), «Природа» (1904. — Мир Божий), «Его глаза»  (1913) — из жизни художников, и др., сборники рассказов «Буруны», «Королева»  (оба — 1910), «Бадера» (1913), «Осенняя паутина»  (1917) и др.) и драматургом (пьесы «Бурелом» (1901), «Катастрофа» (1899), «Старый дом» (1902), «Обыкновенная женщина» (1904) и др. Он — автор огромного количества фельетонов и статей, переводчик стихотворений А. Теннисона, Дж. Кардуччи, А. Негри, драм Э. Ростана «Сирано де Бержерак» и «Принцесса Грёза», В. Гюго «Лукреция Борджиа».
В 1903 году Фёдоров совершил путешествие на дальний восток, был в Турции, Греции, Египте, Индии, Японии и Китае. Впечатления этого путешествия напечатал в журнале «Родник» в 1904 году.
Для издания Шекспира под редакцией С. А. Венгерова перевёл «Троила и Крессиду», поэмы «Венера и Адонис» и «Лукреция» и ряд сонетов. Оказал существенную помощь А. Н. Будищеву в переработке рассказа «Катастрофа» в драму.

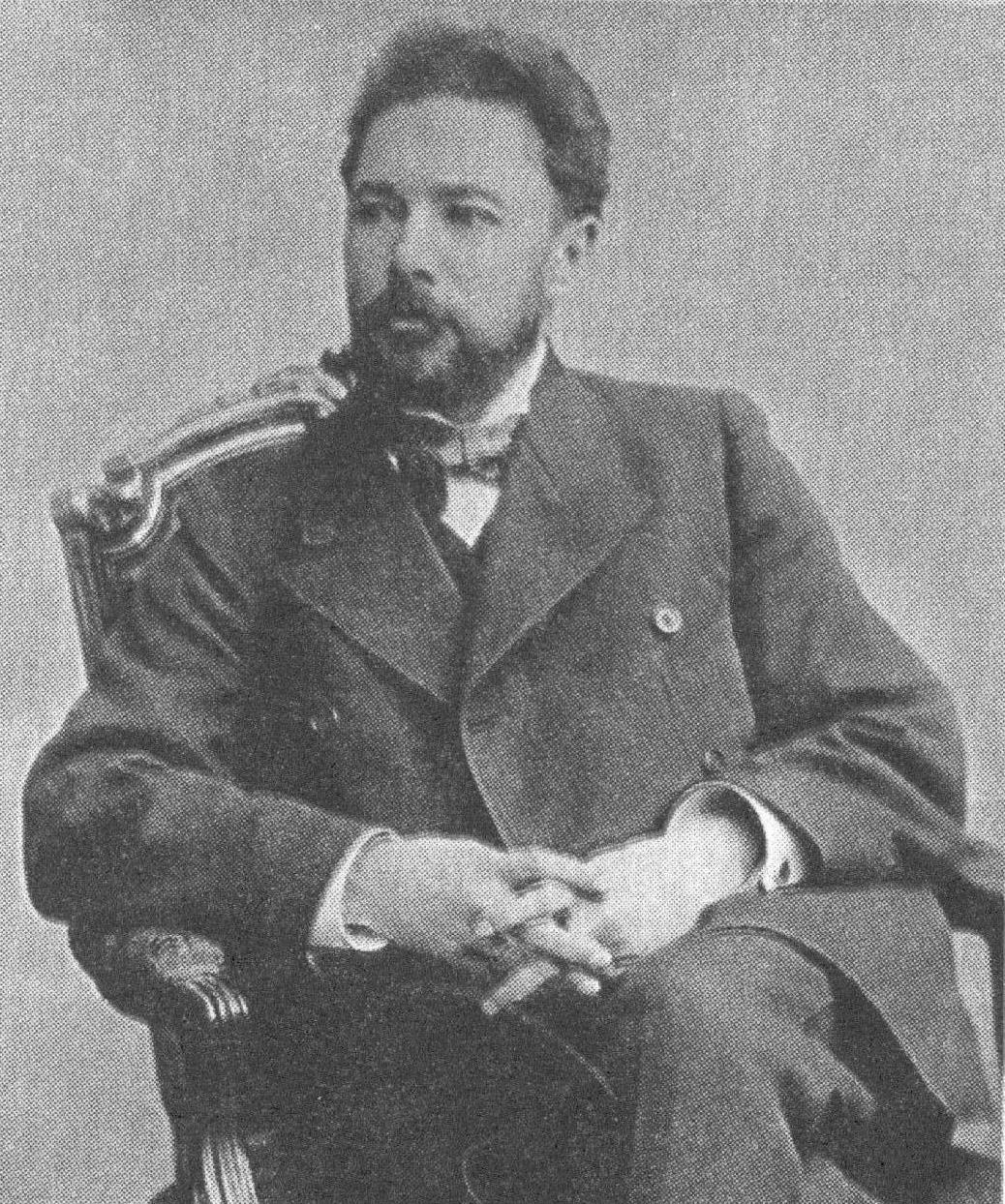

С 26 марта 1905 года состоял действительным членом Общества любителей российской словесности.
В 1911—1913 годах в Москве вышло семитомное собрание сочинений А. М. Фёдорова.
Дважды удостоен Почётного отзыва Пушкинской премии Академии наук:
- в 1911 году за сборники стихотворений (1907, 1909) и рассказов (1908, 1909);
- в 1913 году за сборник рассказов «Жатва» (1910) и 2-й том собрания сочинений (1911).

В Одессе познакомил Валентина Катаева с Буниным.
В 1920 году эмигрировал в Болгарию, где преподавал русский язык и литературу в гимназиях. Опубликовал «Антологию болгарской поэзии» (1924). В 1927 году впервые перевёл на русский язык и опубликовал классическое стихотворение Ивана Вазова «Ополченцы на Шипке». Стал одним из учредителей и председателем Союза русских писателей и журналистов в Болгарии (1930). В 1930-х гг. подготовил к печати «Антологию болгарской народной поэзии». В 1942 г. написал поэму «Неопалимая купина», в которой выражал уверенность в победе СССР над нацистской Германией. В 1946 году получил советский паспорт. Скончался и похоронен в Софии.
В Советском Союзе переиздавался только роман Фёдорова «Степь сказалась» (Уфа, 1981). Его поэтическое творчество остаётся прочно забытым.

## Семья
- Жена — Лидия Карловна Фёдорова (1866—1937), осталась в Одессе и была расстреляна.
- Сын — Виктор Александрович Фёдоров (1897—1948), художник, в 1920 году бежал в Румынию, после войны выдан советским властям, умер в лагере под Мариинском.